# خوار (جزیره)
خوار (تلفظ [xv̞â:r];local Chakavian dialect: Hvor or For, یونانی: Pharos, Φάρος, لاتین: Pharia, ایتالیایی: Lesina) یک جزیره متعلق به کشور کرواسی در دریای آدریاتیک است.
این جزیره ۲۹۷٫۳۷ کیلومتر مربع مساحت، ۶۸ کیلومتر طول و در سال ۲۰۱۱ میلادی ۱۱٬۱۰۳ نفر جمعیت داشته‌است.

## نگارخانه

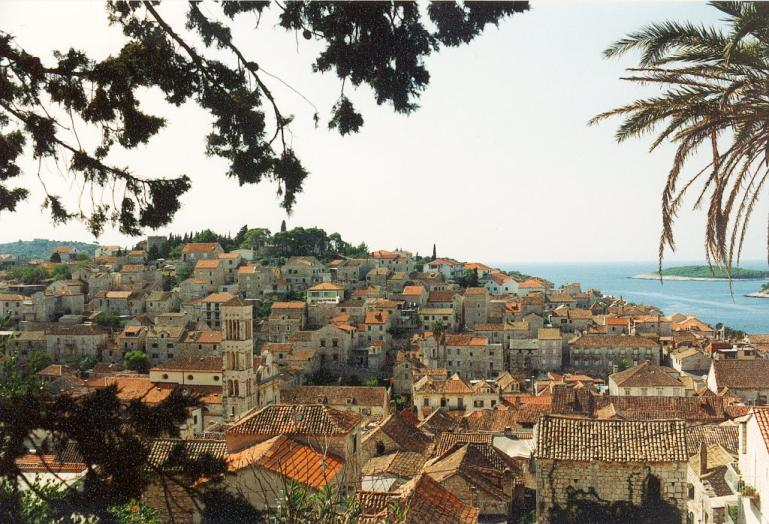
شهر خوار
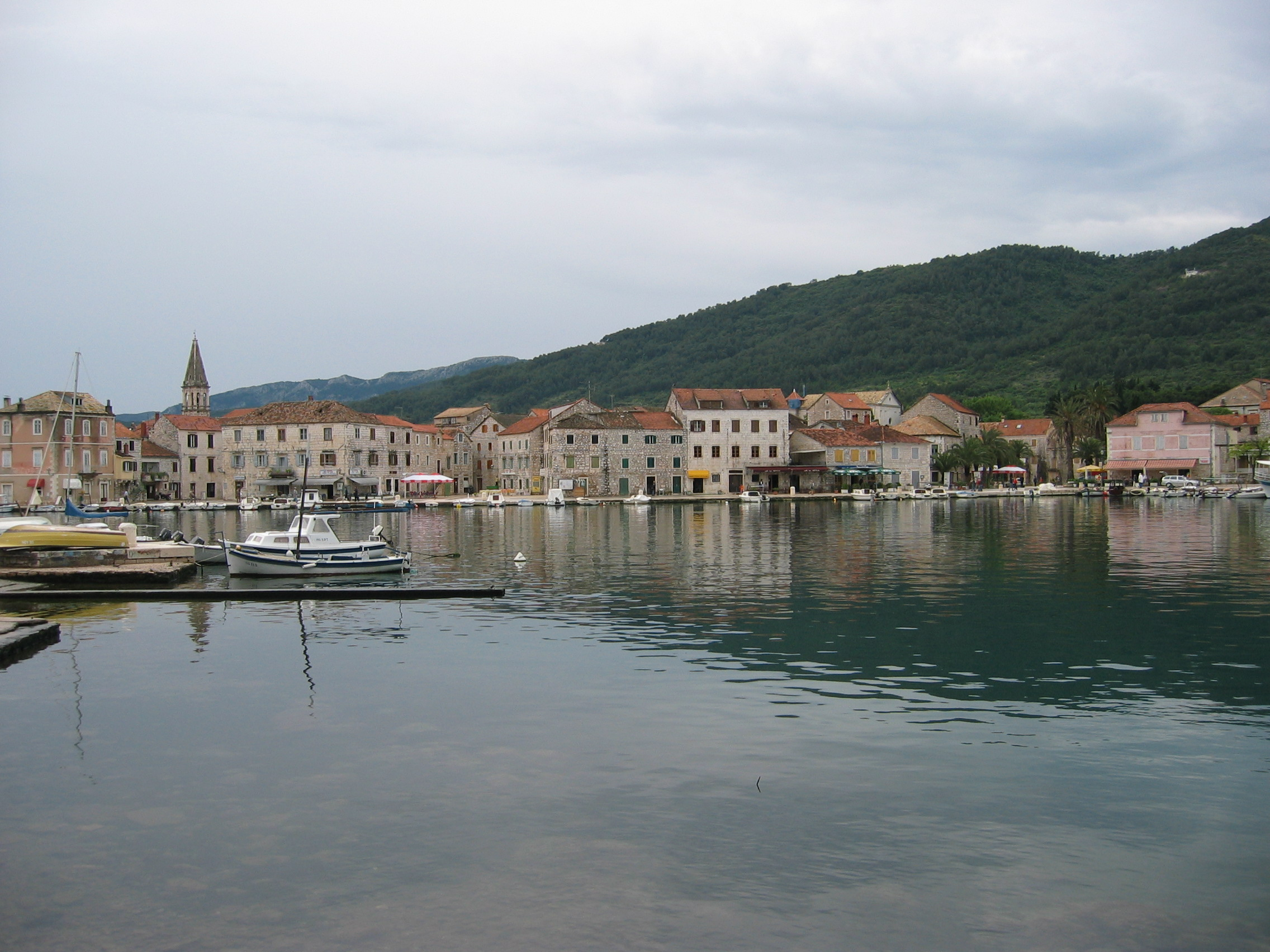
شهر ستاری گراد
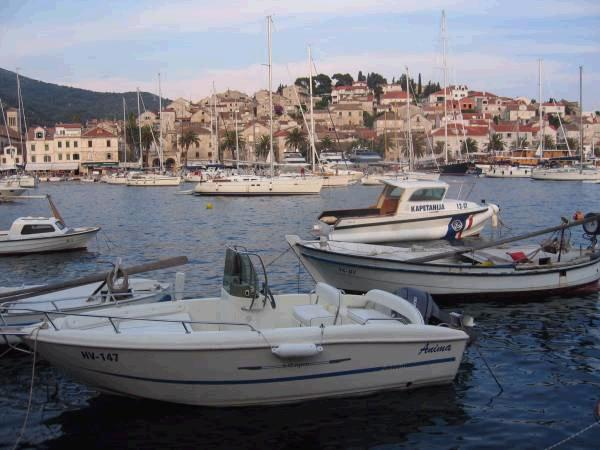
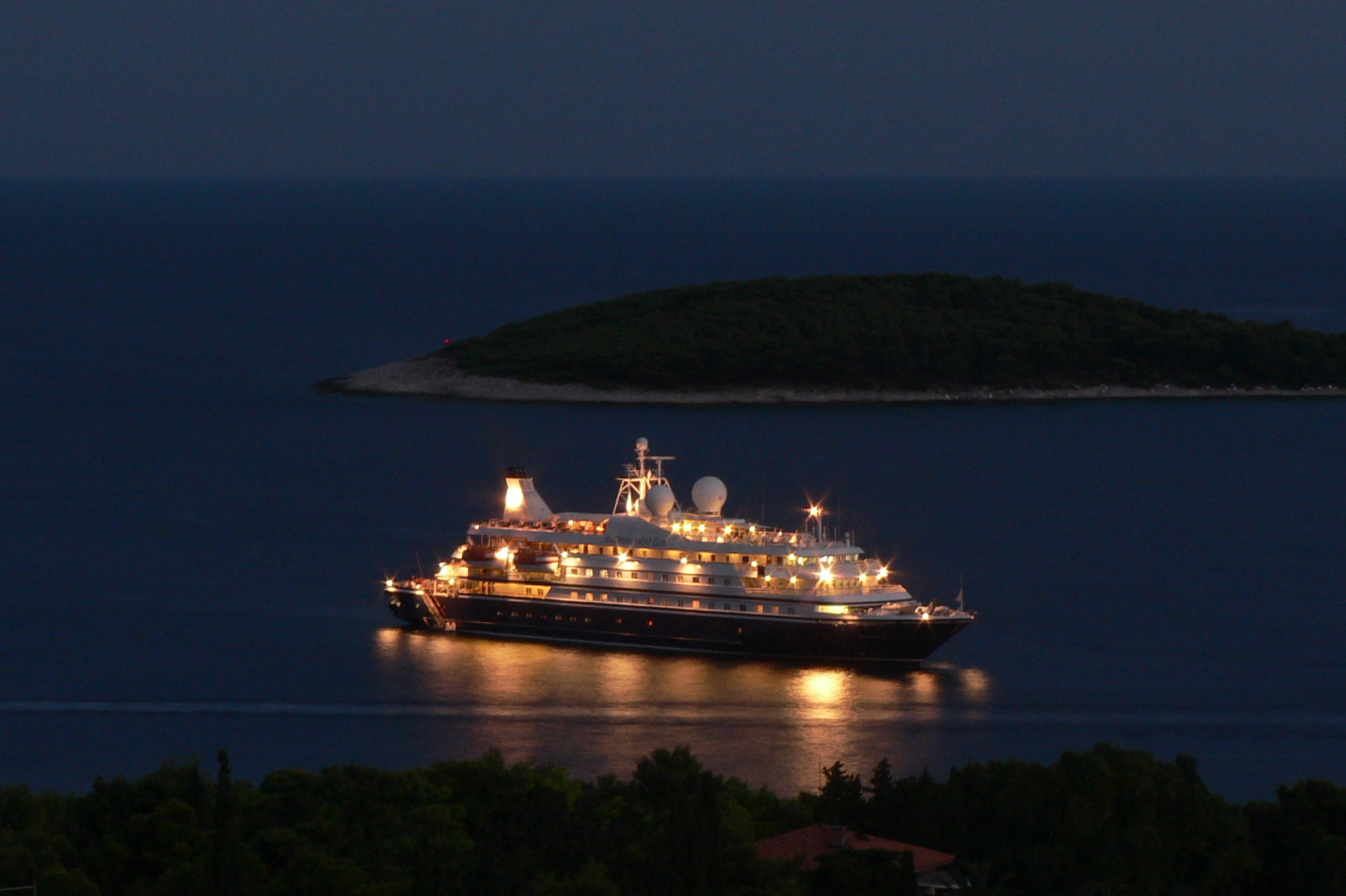
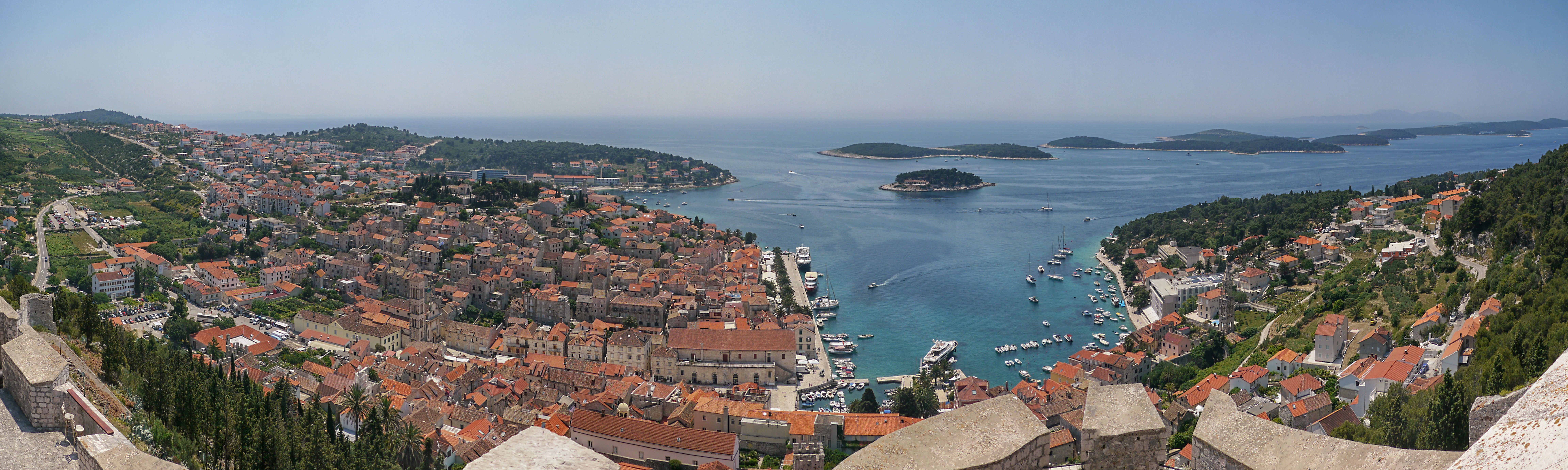
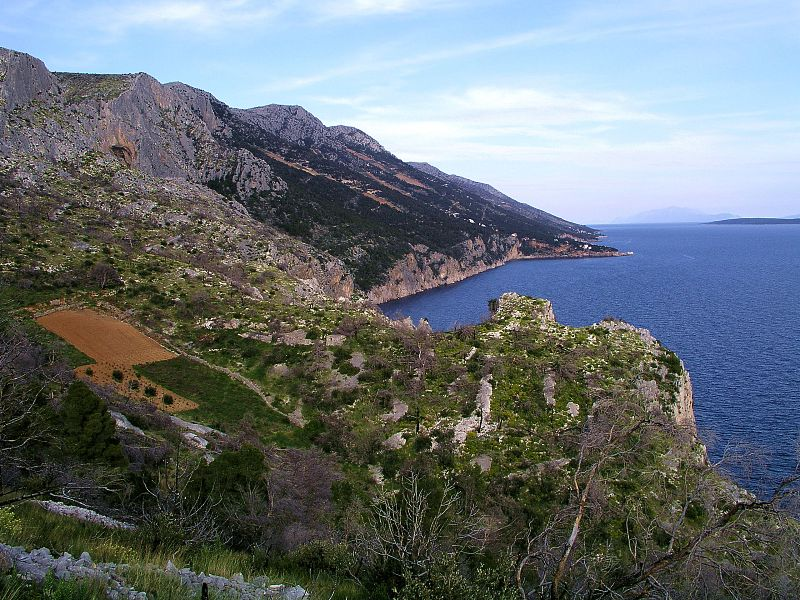
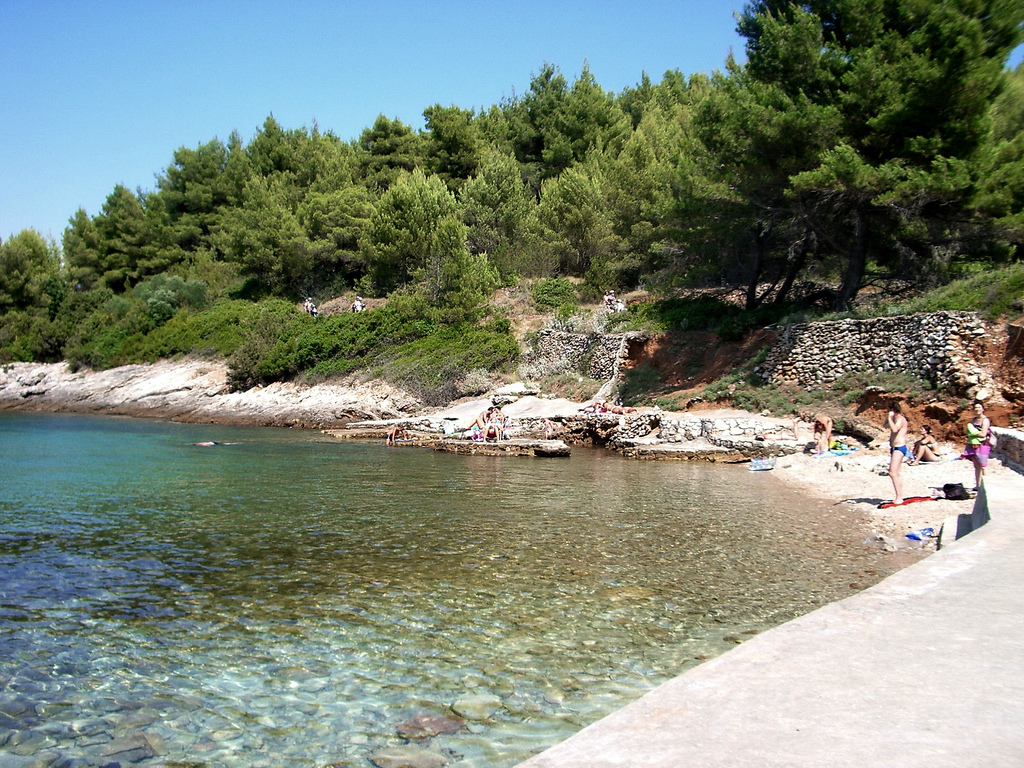
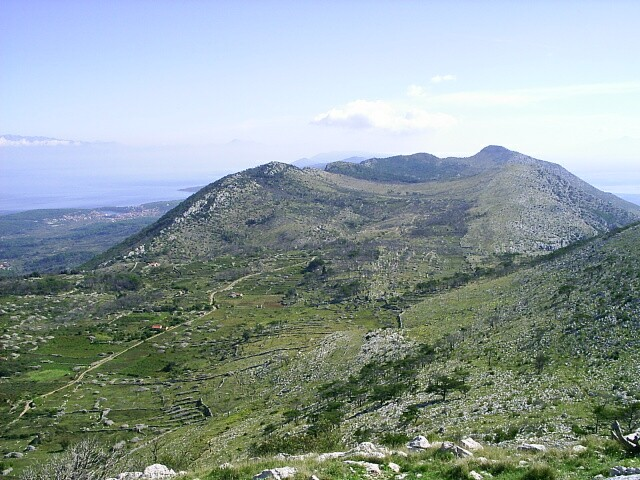
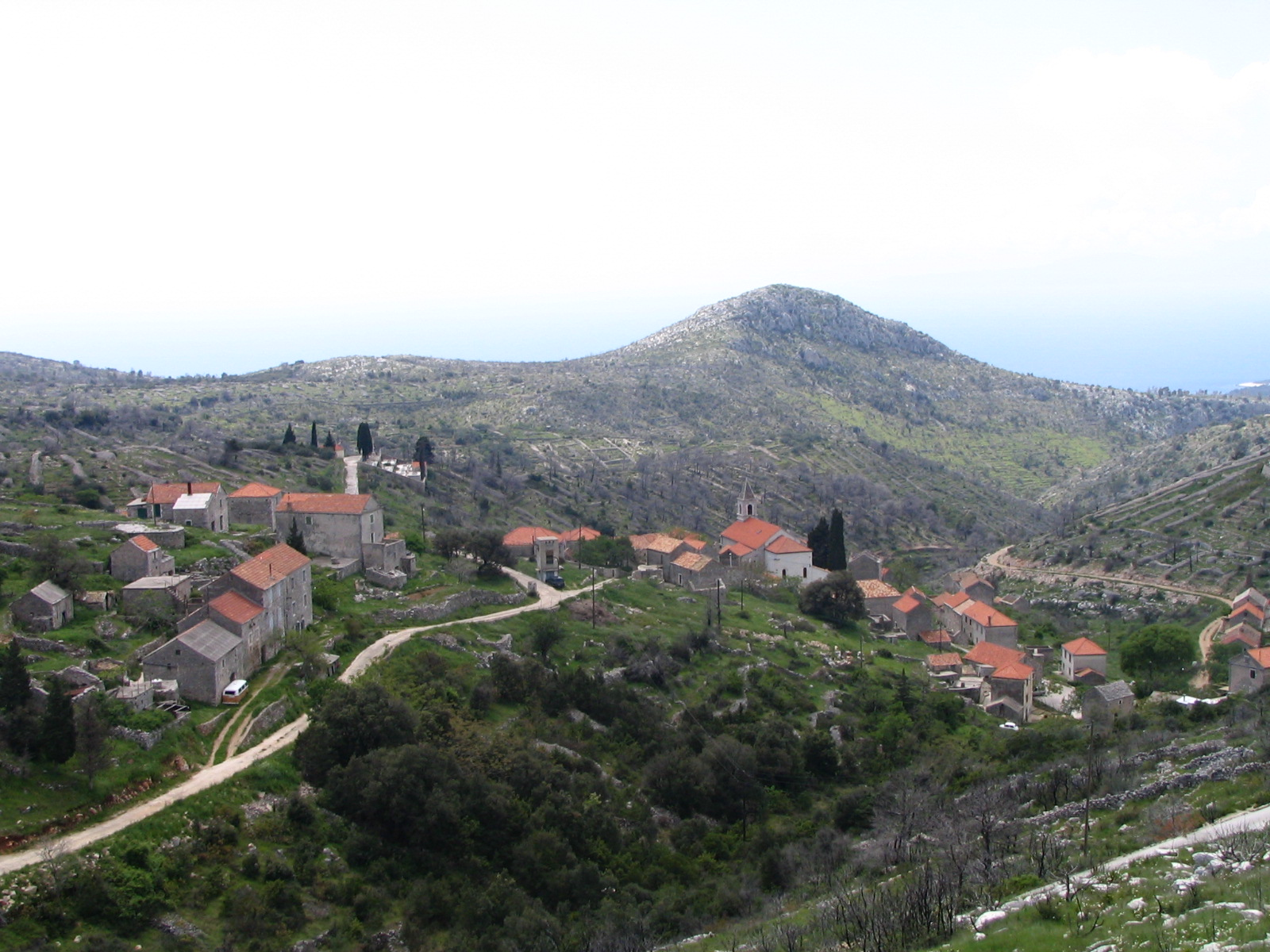
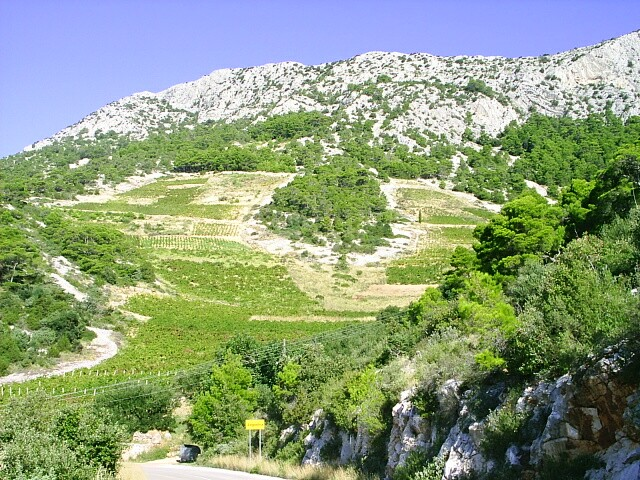